# Consorzio di bonifica Pedemontano Sinistra Piave
Il consorzio di bonifica Pedemontano Sinistra Piave era un consorzio di bonifica che opera in un'area della provincia di Treviso a sinistra del fiume Piave.

## Geografia umana
Il territorio interessato si estendeva per 71.700 ettari, coinvolgendo settanta comuni. I principali bacini idrografici della zona sono quello del Piave, della Livenza e del Monticano.
Il consorzio fu istituito con la L.R. 3/1976 che univa i preesistenti consorzi Sinistra Piave di Conegliano, Bidoggia-Grassaga di Oderzo e Palù di Orsago, oltre ad altre porzioni di territorio. Nel 2010 è stato assorbito a sua volta dal consorzio di bonifica Piave assieme al consorzio di bonifica Pedemontano Brentella di Pederobba e al consorzio di bonifica Destra Piave.